# Wolna Polska
Wolna Polska – tygodnik polityczno-kulturalny wydawany w latach 1943–1946 w Moskwie. Organ Związku Patriotów Polskich. Publikował m.in. program polityczny polskich komunistów.
W skład redakcji wchodzili m.in.: Jerzy Borejsza, W. Grosz, P. Hoffman, Alfred Lampe, Hilary Minc, Jerzy Pański, Włodzimierz Sokorski i Wanda Wasilewska.